# Megachile laurita
Megachile laurita är en biart som beskrevs av Mitchell 1927. Megachile laurita ingår i släktet tapetserarbin, och familjen buksamlarbin. Inga underarter finns listade i Catalogue of Life.